# Noorduyn Norseman

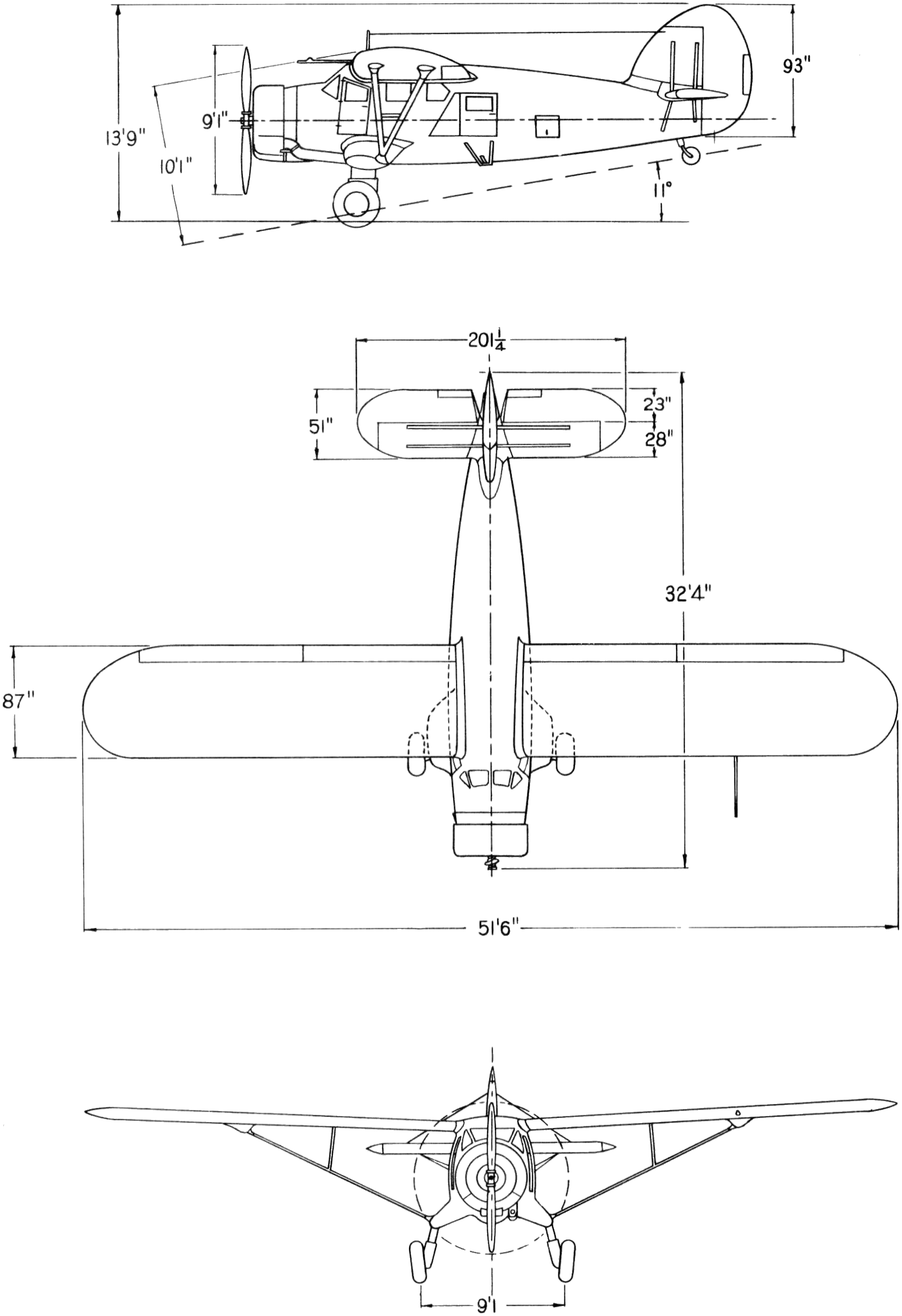
Noorduyn Norseman

Il Noorduyn Norseman è un monomotore da trasporto passeggeri ad ala alta sviluppato dall'azienda canadese Noorduyn Aircraft negli anni trenta.
Progettato per operare da superfici non preparate è caratterizzato principalmente dalla particolare struttura del carrello d'atterraggio il quale integra nella struttura due appendici a forma di due piccole ali che si estendono dalla fusoliera inferiore, particolarità distintiva del suo aspetto esteriore che lo rende facilmente riconoscibile.
Originariamente introdotto nel 1935, il Norseman rimase in produzione per quasi 25 anni raggiungendo un totale di oltre 900 esemplari prodotti, un certo numero dei quali è ancora in condizioni di volo, utilizzato sia per uso commerciale che privato. Il Norseman è noto per aver riscosso un buon successo commerciale risultando venduto in 68 paesi in tutto il mondo e per aver volato nelle regioni artiche ed antartiche.

## Storia del progetto
Progettato da Robert B.C. Noorduyn, il Noorduyn Norseman è stato prodotto dal 1935 al 1959, originariamente dalla Noorduyn Aircraft Ltd. e successivamente dalla Canadian Car and Foundry (CC&F).
Giovandosi della sua esperienza di lavoro con la Fokker, con la Bellanca e con la Pitcairn Cierva, Noorduyn decise di realizzare il proprio progetto nel 1934, chiamandolo Norseman Noorduyn. 
Insieme al suo collega, Walter Clayton, Noorduyn creò la sua azienda, la Noorduyn Aircraft con sede a Montréal, inoltre, nel 1935, creò anche una società di salvataggio che portava il suo nome, la Noorduyn Aviation.
Il concetto di Noorduyn per un aereo rustico ruotava intorno ad alcuni criteri di base: avrebbe dovuto essere un aereo con il quale un operatore canadese potesse operare utilizzando le risorse umane ed infrastrutturali esistenti, l'aereo avrebbe dovuto essere di gestione economica per farlo rendere economicamente, avrebbe dovuto essere monoplano ad ala alta per facilitare il carico e lo scarico dei passeggeri e delle merci alle banchine per idrovolanti e negli aeroporti e, infine, avrebbe dovuto avere caratteristiche superiori agli aerei in uso in Canada fino a quel momento. 
Fin dall'inizio, Noorduyn progettò l'aereo per poter avere indifferentemente un carrello d'atterraggio con ruote di grosso diametro facilmente sostituibili o con sci o con due grossi galleggianti per farne un idrovolante.
Il Norseman, infatti, a differenza della maggior parte degli aerei, era stato inizialmente dotato di galleggianti per operare tra gli innumerevoli laghi del nord del Canada poi di sci e solo da ultimo di carrello di atterraggio fisso.
L'aspetto finale sembrava molto simile a modelli precedenti costruiti dalla Fokker ed aveva una struttura della fusoliera di tubi di acciaio saldati e traverse di legno sulla quale era applicato un rivestimento di tessuto, mentre l'ala era costruita interamente in legno con rivestimento in tessuto, fatta eccezione per i flaps e per gli alettoni, che furono realizzati in tubo di acciaio saldato. 
Dalla parte inferiore della fusoliera partivano, come detto, due strutture carenate a forma di semi ala sulla quale, solamente con l'ausilio di viti, potevano essere montate ruote, galleggianti o sci.
Anche in coda un apposito supporto poteva essere munito di una ruota o di un pattino.

## Impiego operativo
Il primo Norseman, equipaggiato con un motore radiale Wright R-975 E3 Whirlwind, fu testato in volo il 14 novembre 1935 e fu venduto alla Dominion Skyways Ltdr, immatricolato "CF-AYO" e battezzato "Arcturus" il 18 gennaio 1936.
Nell'estate del 1941, la casa cinematografica Warner Brothers affittò il CF-AYO per le riprese del film Captains of the Clouds ("Capitani delle nuvole") interpretato da James Cagney. Il CF-AYO andò perso in un incidente ad Algonquin Park nel 1952 ed il suo relitto è attualmente in mostra presso il Canadian Heritage Bushplane Center.
Anche grazie a questo "exploit cinematografico" il Norseman dimostrò di essere un robusto ed affidabile "cavallo da battaglia" con un conseguente successo delle vendite. 
Il primo aereo, CF-AYO, era stato designato come Norseman Mk I ma già il successivo esemplare, "CF-BAU," ebbe alcune piccole modifiche richieste dopo le prove di certificazione e un nuovo motore Pratt & Whitney R-1340 Wasp con potenza nominale da 420 a 450 CV, per cui fu designato come Norseman Mk II, mentre i successivi tre aerei erano dei Norseman Mk III: il "CF-AZA" andò alla MacKenzie Air Service, di Edmonton, nello Stato dell'Alberta; il "CF-AZE" alla Airways Prospector, di Clarkson, nell'Ontario e il "CF-AZS" andò alla Starrat Airways di Hudson, nell'Ontario. 
Il "CF-BAU" fu modificato in data 26 giugno 1937 divenendo il prototipo Norseman Mk IV, alimentato da un Pratt & Whitney Wasp S3H-1. 
L'Mk IV divenne così il modello "definitivo", ma il ciclo di produzione avrebbe potuto concludersi con poche decine di esemplari, se non ci fosse stato l'avvento della seconda guerra mondiale.

## Seconda guerra mondiale
Fino al 1940 l'azienda Noorduyn aveva venduto solo 17 aeromobili in totale, principalmente per gli operatori commerciali nel nord del Canada e della Royal Canadian Mounted Police. 
Con lo scoppio della guerra in Europa, la domanda di un aereo da trasporto semplice e robusto portò a importanti ordini militari. 
La Royal Canadian Air Force e la United States Army Air Force divennero i due maggiori operatori, la RCAF ordinò 38 Mk IV Norseman per la formazione dei navigatori e degli operatori radio per il piano del Commonwealth Air Training.
Il colonnello dell'USAAF Bernt Balchen fu coinvolto nella creazione di un percorso di transito temporaneo sulla Groenlandia per facilitare il trasferimento di aerei dal Nord America all'Europa per cui richiese la fornitura di un aereo abbastanza robusto per sopravvivere nelle dure condizioni dell'Artico. 
Dopo aver valutato sei Norseman, alla fine del 1941, raccomandò l'acquisto dei Norseman Mk IV appositamente modificati per le esigenze USAAF e rinominati YC-64A. 
Dopo l'entrata degli Stati Uniti nella seconda guerra mondiale, l'USAAF fece il primo di diversi ordini di una versione di produzione C-64A Norseman. 
Le differenze principali furono il montaggio di due serbatoi ventrali che portavano la capacità standard di carburante a 914 litri (201 galloni imperiali), con la possibilità di installare un ulteriore serbatoio di carburante in cabina da 145 litri (32 galloni imperiali). 
Queste modifiche portarono ad un aumento di peso di 431 kg (950 lb) rispetto all'originale Mk IV. 
Le consegne cominciarono nella metà del 1942, con ordini per 749 Mk IV Norseman designati C-64A (più tardi UC-64A).
I Norseman furono utilizzati in Nord America (principalmente in Alaska), così come in altri teatri di guerra, compresa l'Europa. Tre UC-64A furono utilizzati dalla US Navy con la denominazione JA-1; sei C-64B idrovolanti furono utilizzati dalla US Army Corps of Engineers, come pure da altre forze aeree alleate, che ordinarono 43 Norseman Mk IV. 
La RCAF fece un ulteriore ordine di 34 aeromobili Norseman Mk VI. All'epoca la Noorduyn era l'unico produttore, ma quando l'USAAF considerò di ordinare un numero maggiore di C-64A fu contemplata la produzione su licenza di 600 esemplari da parte dell'Aeronca Aircraft Corp. (Middletown, Ohio) prima che il contratto fosse annullato nel 1943.
Fu a bordo di un Norseman, sul quale stava volando come passeggero, che Glenn Miller scomparve sopra il Canale della Manica il 15 dicembre 1944.

## Dopoguerra

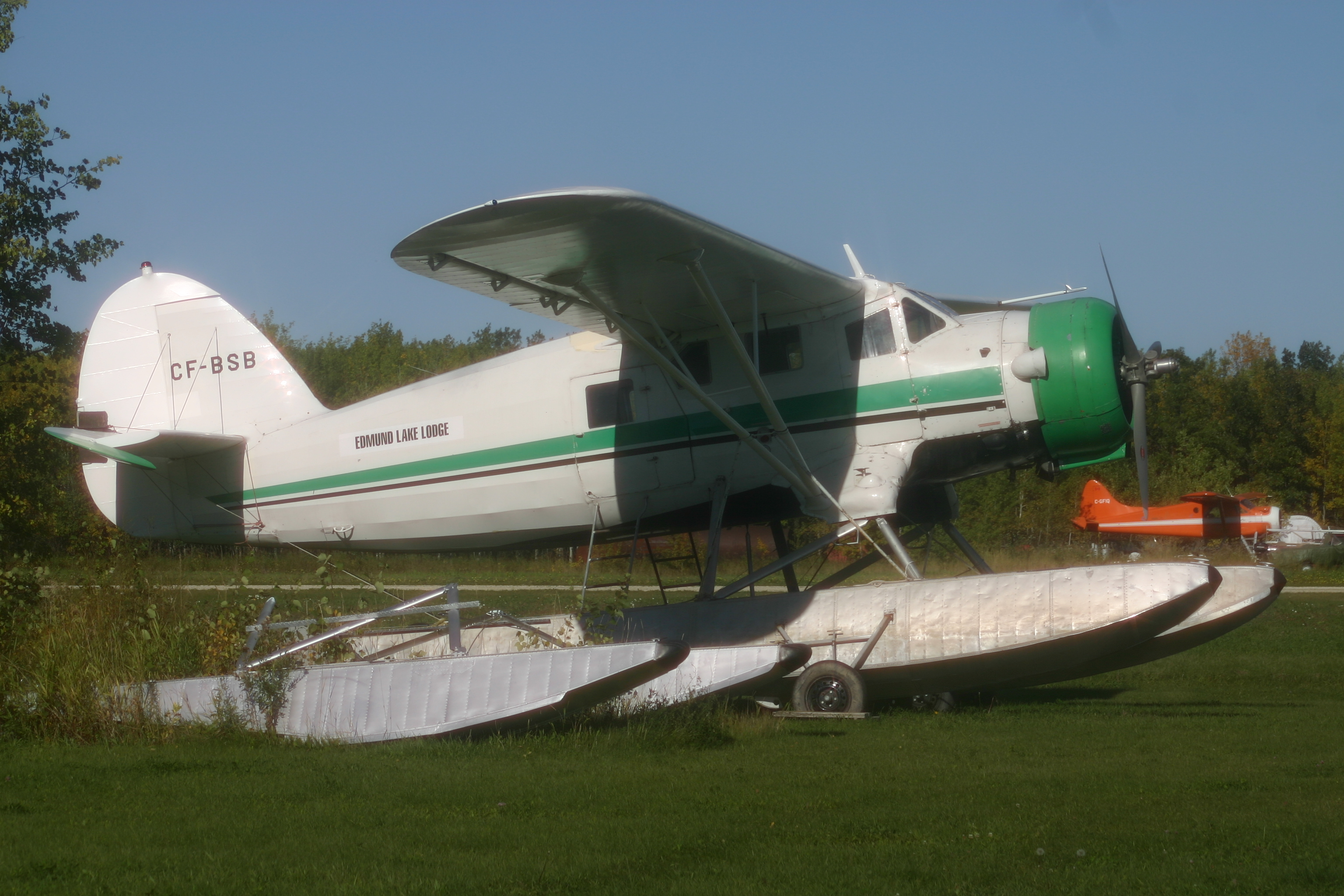
Il Noorduyn Norseman "CF–BSB" ancora operativo nel 2006, all'Edmund Lakes Lodge, Manitoba.

Nel dopoguerra, l'Auto Canada e Foundry di Fort William, nell'Ontario, acquistò i diritti per la progettazione del Norseman, producendo una versione conosciuta come Norseman Mk V, una versione civile del Mk IV del tempo di guerra. 
Al fine di sfruttare ulteriormente il mercato, la "Can Car" progettò e costruì il Norseman Mk VII. 
Questa versione aveva un motore più grande, ali completamente metalliche e una capacità di carico maggiore, ma non riuscì ad andare in produzione. 
A causa degli impegni gravosi dovuti alla guerra di Corea, la società mise il prototipo in un temporaneo deposito, dove andò distrutto in un incendio nel settembre del 1951.
Nel 1953 Noorduyn, a capo di un gruppo di investitori che avevano ricomprato le maschere e le attrezzature provenienti dalla Canada Car and Foundry, iniziò una nuova società denominata Noorduyn Norseman Aircraft Ltd. che anche quando Bob Noorduyn si ammalò e morì nella sua casa di South Burlington, Vermont, il 22 febbraio 1959 continuò a fornire assistenza per gli aeromobili Norseman costruendone altri tre esemplari nuovi prima di vendere le sue attività nel 1982 agli associati Norco. 
La Norco forni solo servizi di supporto tecnico, in quanto la fabbricazione di un aereo Norseman nuovo, essendo laboriosa, era molto costosa.
L'esemplare CF-GSR fu l'ultimo Noorduyn Norseman ad essere costruito e venduto ad un cliente commerciale il 19 gennaio 1959. Un totale di 903 velivoli Norseman (Mk I - Mk V) furono prodotti negli anni e consegnati ai diversi clienti commerciali e militari. 
Ci sono attualmente ancora 30 aerei Norseman sul registro attivo aereo canadese. 
Il numero ancora in uso in tutto il mondo non è noto.
"L'asso degli assi" canadese della Seconda guerra mondiale, George Beurling, morì su di un Norseman durante l'atterraggio all'Aeroporto di Roma-Urbe in Italia nel 1948.
Gli aerei Norseman sono apparsi nei film Grey Owl - Gufo grigio (1999) e The Snow Walker (2003).

## Utilizzatori

### Civili
(lista parziale)
 Argentina
- Aviación del Litoral Fluvial Argentino

 Brasile
- Varig[3]

  Canada
- Canadian Airways[3]

 India
- Indian Overseas Airlines[3]

 Islanda
- Loftleiðir[3]

 Norvegia
- Widerøe's Flyveselskap & Polarfly[3]

 Territorio australiano di Papua
- Gibbes Sepik Airways[3]

### Governativi
Canada
- Royal Canadian Mounted Police

### Militari
Australia
- Royal Australian Air Force

operò con 14 esemplari dal 1943 al 1946 nei No. 1, No. 3, No. 4, No. 5 e No. 7 Communications Unit RAAF.
  Canada
- Royal Canadian Air Force

 Costa Rica
- Fuerza Aérea Costarricense, poi Sección Aérea de la Guardia Civil

 Cuba
- Fuerza Aérea del Ejército de Cuba

 Cecoslovacchia
- Češkoslovenske Vojenske Letectvo

operò con alcuni esemplari dopo il termine della Seconda guerra mondiale.
 Honduras
- Fuerza Aérea Hondureña

 Indie orientali olandesi
- Militaire Luchtvaart van het Koninklijk Nederlandsch-Indisch Leger

 Israele
- Heyl Ha'Avir

 Norvegia
- Kongelige Norske Luftforsvaret

 Paraguay
- Fuerza Aérea Paraguaya

 Regno Unito
- Royal Air Force

 Svezia
- Svenska Flygvapnet

 Stati Uniti
- United States Army
  - United States Army Air Forces

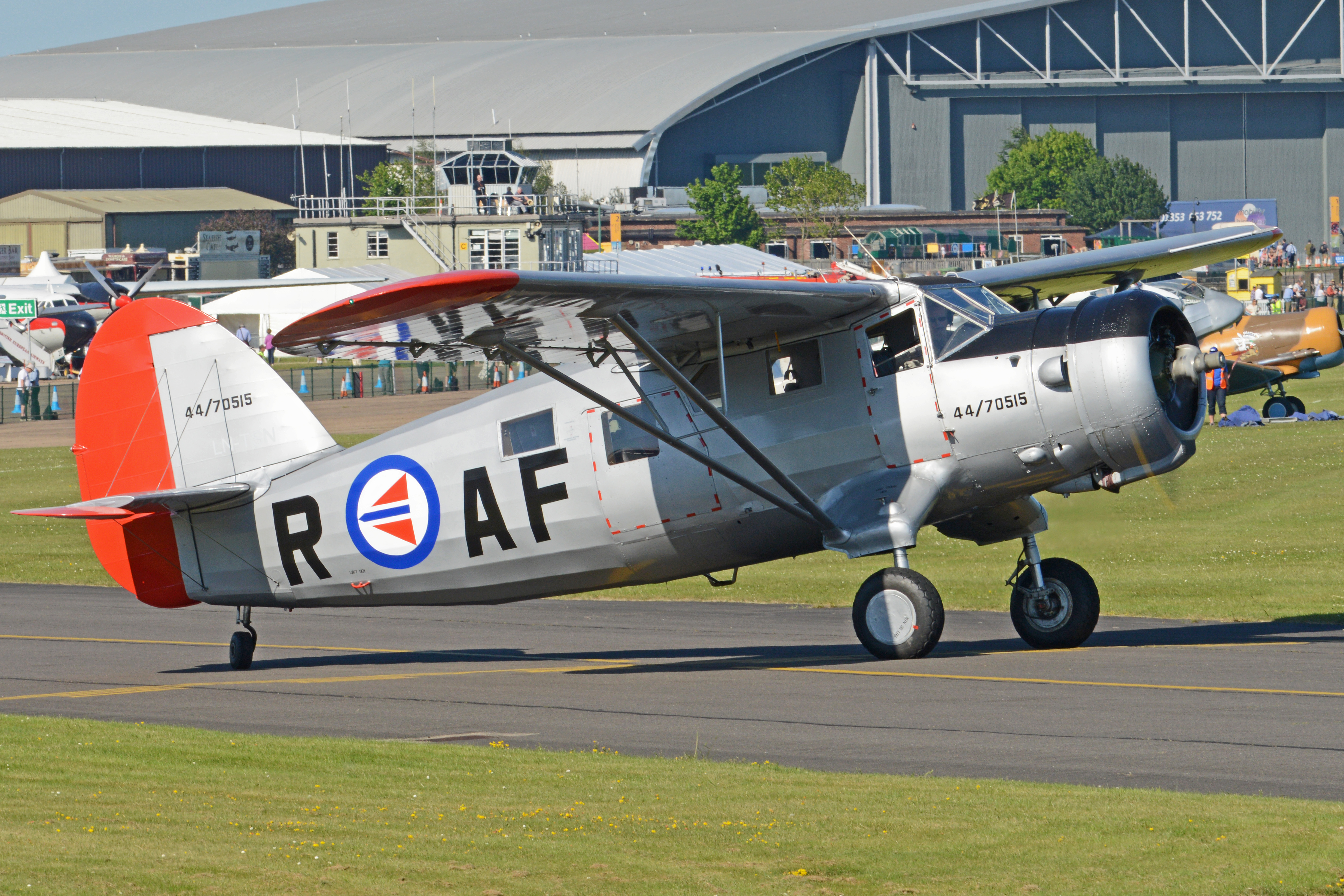
Noorduyn Norseman Mk.VI, Kongelige Norske Luftforsvaret

  - United States Army Corps of Engineers
- United States Navy